# True album akina 95 best
『true album akina 95 best』（トゥルー・アルバム・アキナ・95・ベスト）は、日本の歌手中森明菜のベスト・アルバム。このアルバムは1995年12月6日にMCAビクターよりリリースされた (3CD: MVCD-36001-3)。

## 背景
『true album akina 95 best』は、中森にとって初のリニューアル・アレンジによる新録作品である。また、1993年にMCAビクターに移籍してから初のベスト・アルバムとなった。このアルバムは、1995年12月6日に3枚組CD (MVCD-36001-3)でリリースされた。"WILD"、"WORLD"、"WHISPER"の3つのテーマで本作は構成されている。収録内容は、ワーナー時代のシングル曲とアルバム曲をリニューアル・アレンジした新録曲に加え、1995年11月リリースのシングル「Tokyo Rose」はじめ、この時点までにMCAビクターから発売したシングル曲から選曲されている。また、スタジオ・アルバム『UNBALANCE+BALANCE』、『la alteración』収録曲からも選曲された。未発表ボーナストラックとして、「Shangrila」が"WORLD DISC"の7曲目として収録されている。このアルバムのプロデュースは中森が担当した。レコーディングは、VICTOR STUDIO、青葉台スタジオ、FREEDOM STUDIO、STUDIO MIT、STUDIO JIVE、STUDIO SOUND DALI、ハートビートレコーディングスタジオ、SOUND VALLEYで行われた。中森は本作で既発曲を新録音したことについて、「いまなら、こう歌えるという自信もあった」と『朝日新聞』のインタビューで語った。
本作リリース後、本作を引っ提げたスペシャル・ライブ中森明菜 TRUE LIVEが開催された。
このアルバムのリニューアル・バージョンは、後のベスト・アルバムの収録音源としても使用された。2006年に発売されたベスト・アルバム『BEST FINGER 25th anniversary selection』、2007年発売の『バラード・ベスト 〜25th Anniversary Selection〜』にてそれぞれ収録されている。

## シングル
「Tokyo Rose」が、本作からのリード・シングルとして1995年11月1日に発売された。この楽曲は、中森がAKINA名義で発表した。また、この楽曲で中森は上澤津孝と共作で作詞を手掛けた。この楽曲のプロデュースとアレンジに加え、ギタリストにはブライアン・セッツァーを迎えている。

## 批評
『CDジャーナル』は本作について、この種の作品はほとんどにおいて、オリジナル楽曲の方が望ましいものであると指摘した上で、中森の歌唱力が従来の音を損なわない独特の雰囲気を表現したことで、聴き馴染みのある楽曲が改新されたと批評した。

## チャート成績
『true album akina 95 best』は、オリコン週間アルバムチャートの1995年12月18日付で、最高順位16位を記録した。同チャートには、計7週に渡ってランクインしている。

## 収録曲
| #         | タイトル                          | 作詞                                    | 作曲               | 編曲         | 時間  |
| --------- | --------------------------------- | --------------------------------------- | ------------------ | ------------ | ----- |
| 1.        | 「飾りじゃないのよ涙は」(renewal) | 井上陽水                                | 井上陽水           | 是永巧一     | 4:22  |
| 2.        | 「Tokyo Rose」                    | 中森明菜+上澤津孝                       | MASAKI             | BRIAN SETZER | 4:09  |
| 3.        | 「Tattoo」(renewal)               | 森由里子                                | 関根安里           | 是永巧一     | 4:02  |
| 4.        | 「Gaia 〜地球のささやき〜」       | 夏野芹子                                | 井上日徳           | 奈良部匠平   | 3:18  |
| 5.        | 「Blonde」(renewal)               | BIDDU-WINSTON SELA 麻生圭子（日本語詞） | BIDDU-WINSTON SELA | 樫原伸彦     | 3:58  |
| 6.        | 「愛撫」                          | 松本隆                                  | 小室哲哉           | 小室哲哉     | 5:12  |
| 7.        | 「Desire -情熱-」(renewal)        | 阿木燿子                                | 鈴木キサブロー     | 岩崎文紀     | 4:39  |
| 合計時間: | 合計時間:                         | 合計時間:                               | 合計時間:          | 合計時間:    | 29:40 |

| #         | タイトル                                      | 作詞       | 作曲       | 編曲         | 時間  |
| --------- | --------------------------------------------- | ---------- | ---------- | ------------ | ----- |
| 1.        | 「ミ・アモーレ〔Meu amor é･･･〕」(renewal)    | 康珍化     | 松岡直也   | 藤原いくろう | 4:24  |
| 2.        | 「ジプシー・クイーン」(renewal)               | 松本一起   | 国安わたる | 向谷実       | 4:20  |
| 3.        | 「原始、女は太陽だった」                      | 及川眠子   | MASAKI     | 岩崎文紀     | 4:47  |
| 4.        | 「Tango noir」(renewal)                       | 冬杜花代子 | 都志見隆   | 藤原いくろう | 4:33  |
| 5.        | 「月華」                                      | 松井五郎   | 梶原秀剛   | 松本晃彦     | 5:01  |
| 6.        | 「二人静 -「天河伝説殺人事件」より」(renewal) | 松本隆     | 関口誠人   | 向谷実       | 4:06  |
| 7.        | 「Shangrila」(ボーナス・トラック)             | 夏野芹子   | 岩崎文紀   | 岩崎文紀     | 5:37  |
| 合計時間: | 合計時間:                                     | 合計時間:  | 合計時間:  | 合計時間:    | 32:48 |

| #         | タイトル                      | 作詞       | 作曲       | 編曲         | 時間  |
| --------- | ----------------------------- | ---------- | ---------- | ------------ | ----- |
| 1.        | 「スローモーション」(renewal) | 来生えつこ | 来生たかお | 藤原いくろう | 5:14  |
| 2.        | 「セカンド・ラブ」(renewal)   | 来生えつこ | 来生たかお | 岩崎文紀     | 5:03  |
| 3.        | 「Liar」(renewal)             | 白峰美津子 | 和泉一弥   | 向谷実       | 4:55  |
| 4.        | 「陽炎」                      | 中森明菜   | 玉置浩二   | 鳥山雄司     | 4:20  |
| 5.        | 「難破船」(renewal)           | 加藤登紀子 | 加藤登紀子 | 佐山雅弘     | 4:08  |
| 6.        | 「水に挿した花」(renewal)     | 只野菜摘   | 広谷順子   | 藤原いくろう | 5:15  |
| 7.        | 「予感」(renewal)             | 飛鳥涼     | 飛鳥涼     | 樫原伸彦     | 4:55  |
| 合計時間: | 合計時間:                     | 合計時間:  | 合計時間:  | 合計時間:    | 33:50 |

## クレジット
『true album akina 95 best』のライナー・ノーツより
ミュージシャ
Wild
| - 松浦晃久：KEY (M-1、3) - 岡野ハジメ：BASS (M-1) - 山木秀夫：DRUMS (M-1) - 是永巧一：GUITAR (M-1、3) - 平石晴己：SYN.OP. (M-1、3) - AMAZONS：CHO (M-1) - BRIAN SETZER：GUITAR (M-2) - JOHNY BAZ：BASS (M-2) - BILL BATEMAN：DRUMS (M-2) | - JEFF HALLAM：W.BASS (M-3) - BRYAN HEAD：DRUMS (M-3) - ANDY WULF：SAX (M-3) - EVANS YVONNE：CHO (M-3) - 樫原伸彦：PIANO, KEY (M-5) - 梶原順：GUITAR (M-5) - 田久保誓一：SYN.OP. (M-5) - 山本拓夫：SAX (M-5) - 坂井利衣子：CHO (M-5) | - 柴田章子：CHO (M-5) - 鈴木精華：CHO (M-5) - 岩崎文紀：KEY (M-7) - 松原正樹：GUITAR (M-7) - 鈴木'太郎'直樹：SYN.OP. (M-7) - 岩﨑元是：CHO (M-7) - 比山貴咏史：CHO (M-7) - 斉藤妙子：CHO (M-7) |

World
| - 藤原いくろう：KEY (M-1、4) - 松原秀樹：BASS (M-1) - 長谷部徹：DRUMS (M-1) - 梶原順：E.G (M-1)、GUITAR (M-4) - 千代正行：A.G. (M-1) - 鳴島英治：PER (M-1) | - 鈴木'太郎'直樹：SYN.OP. (M-1、4) - 向谷実：KEY (M-2、6) - 鳴瀬喜博：BASS (M-2、6) - そうる透：DRUMS (M-2、6) - 古川望：GUITAR (M-2、6) - MAC清水：PER (M-2、6) | - 小池弘之ストリングス：STRINGS (M-4) - 和田夏代子：CHO (M-4) - 河合夕子：CHO (M-4) - 岩崎文紀：KEY (M-7) - 角田順：GUITAR (M-7) - 橋本茂昭：SYN.OP. (M-7) |

Whisper
| - 藤原いくろう：KEY (M-1、6) - 松原正樹：GUITAR (M-1-2、6) - 長岡道夫：BASS (M-1) - 笛吹利明：MANDOLIN (M-1、6)、A.G (M-1) - 鈴木'太郎'直樹：SYN.OP. (M-1、6) - 小池弘之ストリングス：STRINGS (M-1-2) - 岩崎文紀：KEY (M-2) - 山本公樹：SAX (M-2) - 橋本茂昭：SYN.OP. (M-2) | - 向谷実：KEY (M-3) - 鳴瀬喜博：BASS (M-3) - そうる透：DRUMS (M-3) - 古川望：GUITAR (M-3) - MAC清水：PER (M-3) - 佐山雅弘：KEY (M-5) - 萩原'メッケン'基文：BASS (M-5) - 石川雅春：DRUMS (M-5) | - 梶原順：GUITAR (M-5) - 田中倫明：PER (M-5) - 甲藤さち：FLUTE (M-5) - 篠崎隆：OBOE (M-5) - 岡本エリストリングス：STRINGS (M-5) - 朝川朋之：HARP (M-5) - 樫原伸彦：PIANO (M-7) - 桑野聖ストリングス：STRINGS (M-7) |

スタッフ
| - プロデューサー：中森明菜 - ディレクター：HIROAKI NISHIYAMA - エンジニア：奥原秀明 (VICTOR STUDIO) (wild-5、7；world-1、4、7；whisper-1、2、6-7) - エンジニア：HIROSHI SHITAMIYA (MIXER'S LAB) (wild-1、3；world-2、6；whisper-3、5) - セカンド・エンジニア：SEIJI SEKINE、TAIZOU OYAMA、YOSHIHIRO RAKUMITSU、HIROSHI OHSAKO、MASASHI YANAGISAWA、ATSUSHI HATTORI、YUICHI NAGAYAMA、MASAAKI SUTO、MIKA HOSOGANE、ATSUSHI IMAI、TAKASHI KOIWA - 録音：VICTOR STUDIO、青葉台スタジオ、FREEDOM STUDIO、STUDIO MIT、STUDIO JIVE、STUDIO SOUND DALI、HEART BEAT RECORDING STUDIO、SOUND VALLEY - ミュージシャン・コーディネート：TAKASHI YOKOO (MUSIC LAND) - MIXED AT VICTOR STUDIO、SOUND VALLEY - MASTERED BY BOBBY HATA (DISC LAB) | - MASTERED AT ON AIR AZABU STUDIO - アート・ディレクション&デザイン：ATSUSHI EBINA EXCEPT WILD DISK AKINA PHOTO DIRECTED BY GREEN - 撮影：ARIZONA GORO - LANDSCAPE PHOTOGRAPHS：SHOJI SATO - コスチューム・コーディネーター：東野邦子 - ヘアメイク：MITSUGU TAKAHASHI EXCEPT WILD DISK PHOTO HAIR & MAKE UP: AKIRA YAMAZAKI (SASHU) - カバー・アート・ワーク・コーディネーション：TATSUO SATO - A&Rプロデューサー：JUN USAMI - アーティスト・プロモーター：宮脇秀有 - SPECIAL THANKS TO：飯田久彦 (VICTOR ENTERTAINMENT) - スーパーバイザー：HIROYUKI IWATA - エグゼクティブ・プロデューサー：TOSHIAKI EDA (NAPC) | - BRIAN SETZER by the courtesy of TOSHIBA - EMI LTD. (WILD-2) - 向谷実 (CASIOPEA) by the courtesy of PONY CANYON INC. (WORLD-2、6；WHISPER-3) - 鳴瀬喜博 (CASIOPEA) by the courtesy of PONY CANYON INC. (WORLD-2、6；WHISPER-3) - 梶原秀剛 by the courtesy of PONY CANYON INC. (WORLD-5) - JEFF HALLAM [a.k.a DiG] by the courtesy of Sony Records (WILD-3) - BRYAN HEAD [a.k.a DiG] by the courtesy of Sony Records (WILD-3) - ANDY WULF [a.k.a DiG] by the courtesy of Sony Records (WILD-3) - AMAZONS by the courtesy of FOR LIFE RECORDS, INC. (WILD-1) - 国分友里恵 by the courtesy of Victor Entertainment, Inc. (WORLD-3) - 佐山雅弘 by the courtesy of Victor Entertainment, Inc. (WHISPER-5) |

## 中森明菜 TRUE LIVE
中森明菜 TRUE LIVE（なかもりあきな トゥルー・ライブ）は、日本の歌手中森明菜のスペシャル・ライブ。このライブは1995年12月に開催された。
背景
中森明菜 TRUE LIVEは、ベスト・アルバム『true album akina 95 best』を引っ提げた中森のスペシャル・ライブである。中森にとって歌姫 パルコ劇場ライブ以来となるライブで、このライブでは、日本のバンドMAGICがバックバンドとして参加した。選曲とステージングは、ベスト・アルバム『true album akina 95 best』の構成と同様に、"WILD"、"WORLD"、"WHISPER"の3部構成で展開された。1995年12月16日のパシフィコ横浜国立大ホールの公演にてライブ収録が行われた後、1996年（1月5日、19:00〜）にWOWOWにて同公演の模様が放送されている。その後2008年2月になり、同放送のライブ映像を編集したライブDVDが、ベスト・アルバム『歌姫伝説 〜90's BEST〜』の初回盤DVDとして収録された。
セットリスト
スタジオ・アルバムからは『la alteración』収録曲を披露した。
| 1. 「Tokyo Rose」 2. 「飾りじゃないのよ涙は」 3. 「TATTOO」 4. 「GAIA 〜地球のささやき〜」 5. 「愛撫」 6. 「DESIRE -情熱-」 7. 「ミ・アモーレ〔Meu amor é･･･〕」 8. 「原始、女は太陽だった」 9. 「月華」 10. 「TSURAI・TSURAI」 11. 「したたる情熱」 | 1. 「痛い恋をした」 2. 「Necessary」 3. 「LIAR」 4. 「陽炎」 5. 「予感」 6. 「セカンド・ラブ」 7. 「スローモーション」 ENCORE 1. 「LA BOHÈME」 2. 「DESIRE -情熱-」 |

ライブ日程
1995年12月12日から12月16日、全国2都市3公演
| 日付（1995年） | 都道府県 | 会場                                   |
| -------------- | -------- | -------------------------------------- |
| 12月12日       | 兵庫県   | 神戸国際会館ハーバーランドプラザホール |
| 12月13日       | 兵庫県   | 神戸国際会館ハーバーランドプラザホール |
| 12月16日       | 神奈川県 | パシフィコ横浜国立大ホール             |

参加ミュージシャン
吉田健
江口信夫
島健
旭純
鈴川真樹
成田忍
山口とも
新居昭乃
スタッフ
演出: 立川直樹
音楽監督: 吉田健
音響: 渋谷博（オフィスクロコ）
照明: 児島由明 (EASTWAIST)
美術: 小林武司（シミズ舞台工芸）
舞台監督: 奥村欽司（ジェネシス）
協力: MCAビクター
企画制作: N.A.P.C

## 参照
1. 1 2 3 4 5 6 7 8 9 10 11  『true album akina 95 best』（3×12cmCD）中森明菜、MCAビクター、1995年12月6日。MVCD-36001-3。
2. ↑  “TRUE ALBUM〜AKINA 95 BEST/中森明菜 - TSUTAYA オンラインショッピング - CD”.  TSUTAYA. 2011年6月2日閲覧。
3. 1 2 3 4  “中森明菜-リリース-ORICON STYLE ミュージック”.  オリコン. 2012年4月15日閲覧。
4. 1 2 3 4  “中森明菜 / トゥルー・アルバム・アキナ95ベスト [3CD] [CD] [アルバム] - CDJournal.com”.   音楽出版社. 2012年4月18日閲覧。
5. ↑  “中森明菜オフィシャルサイト » Album”.   Nakamoriakina.com. 2012年7月28日閲覧。
6. 1 2  『UNBALANCE+BALANCE』（12cmCD）中森明菜、MCAビクター、1993年9月22日。MVCD-9。
7. ↑  “中森明菜 / 歌姫 [CD] [アルバム] - CDJournal.com”.   音楽出版社. 2012年4月18日閲覧。
8. 1 2 3  『la alteración』: 
  - “新星堂ONLINE”. アルテラシオン.  新星堂. 2012年7月28日閲覧。
  - 『la alteración』（12cmCD）中森明菜、MCAビクター、1995年7月21日。MVCD-25。
9. 1 2  熊谷美広「SPECIAL 中森明菜（MCAビクター）」『MUSIC GUIDE 12月号』第28巻第12号、ミュージックスター、1995年12月1日、40-41頁。
10. 1 2 3 4 5 6  舟見佳子「いきいきライブ速報42 LIVE SHUTTLE」『WHAT's IN?』第9巻第2号、ソニー・マガジンズ、1996年2月15日、67頁。
11. ↑  『BITTER AND SWEET』（LP）中森明菜、ワーナー・パイオニア、1985年4月3日。L-12593。
12. ↑  “中森明菜 / トーキョー・ローズ [CD] [シングル] - CDJournal.com”.   音楽出版社. 2012年4月18日閲覧。
13. ↑  “中森明菜 / 月華 [CD] [シングル] - CDJournal.com”.   音楽出版社. 2012年4月18日閲覧。
14. 1 2 3  “明菜晴れやか、30歳の挑戦 ベスト盤発売・1年ぶりライブ”. 朝日新聞（夕刊） (朝日新聞社):  11面、4版. (1995年12月12日)
15. 1 2 3 4 5 6  中森明菜『歌姫伝説 〜90's BEST〜』（3×CD+DVD）ユニバーサルシグマ、2008年2月27日。UMCK-9196。
16. ↑  『BEST FINGER 25th anniversary selection』（12cmCD）中森明菜、ユニバーサルシグマ、2006年1月11日。UMCK-1200。
17. ↑  『バラード・ベスト 〜25th Anniversary Selection〜』（12cmCD, 12cmCD+DVD）中森明菜、ユニバーサルシグマ、2007年3月28日。UMCK-1223、UMCK-9177。
18. 1 2 3 4  『Tokyo Rose』（8cmCD）AKINA、MCAビクター、1995年11月1日。MVDD-10017。
19. ↑  “検索結果-ORICON STYLE アーティスト/CD検索”. 1995年12月第3週の邦楽アルバムランキング情報.   オリコン. 2012年4月15日閲覧。
20. 1 2  “中森明菜 - 歌姫伝説〜'90s BEST[初回限定盤][+DVD] - UNIVERSAL MUSIC JAPAN”.  ユニバーサルミュージック合同会社. 2012年7月28日閲覧。